# Linia (gmina Grădiștea)
Linia – wieś w Rumunii, w okręgu Vâlcea, w gminie Grădiștea. W 2011 roku liczyła 640 mieszkańców.